# Hongaars werkwoord
Van het Hongaarse werkwoord staat in het woordenboek de stam opgenomen. De stam van het werkwoord komt gewoonlijk overeen met de derde persoon enkelvoud van de tegenwoordige tijd. Deze stam wordt gewoonlijk gebruikt in alle werkwoordstijden en wijzen. Een veel voorkomende bijzonderheid vormen de -ik werkwoorden, waar de uitgang -ik achter de stam staat. Bij onregelmatige werkwoorden kunnen er meer stammen zijn, zoals voor andere tijden en wijzen.
De vervoeging van de werkwoorden vindt plaats door uitgangen voor de personen. De persoonlijke voornaamwoorden (én = ik, te = jij, ő = hij/zij, maga/ön = U, mi = wij, ti = jullie, ők = zij, maguk/önök = U) worden in het Hongaars weinig gebruikt omdat de uitgang al duidelijk maakt over welke persoon het gaat. Het grammaticaal geslacht wordt daarbij niet aangegeven.
De meeste uitgangen zijn er in twee of drie harmonische vormen, waaruit dan een keuze gemaakt moet worden op grond van de regels van de klinkerharmonie. De keuze is daarbij afhankelijk van de (laatste) klinker in de stam van het werkwoord.
Er zijn twee reeksen van uitgangen, waaruit gekozen moet worden, afhankelijk van de aard van het lijdend voorwerp. Bij een afwezig lijdend voorwerp en bij onovergankelijke werkwoorden wordt de onbepaalde vervoeging gebruikt. Bij een bepaald lijdend voorwerp wordt de bepaalde vervoeging gebruikt.

## Vervoeging
Achter de stam van het werkwoord kunnen verschillende zaken worden toegevoegd. Het geheel van toevoegingen geeft verschillende zaken tegelijk weer, zoals wijs, werkwoordtijd, persoonsuitgang en de aard (bepaaldheid) van het lijdend voorwerp en is verder afhankelijk van de klinkers in de stam van het werkwoord.
Met een "teken" (zoals -t, -na, -j) worden de werkwoordstijden en de wijzen aangegeven. Bij de indicatief of aantonende wijs ontbreekt een teken bij de tegenwoordige tijd, maar bij de verleden tijd is het teken -t of -ott/-ett/-ött. Er worden drie regelmatige groepen onderscheiden. Bij de voorwaardelijke wijs is het teken  -ná/-né en bij de aansporende (gebiedende) wijs is het teken -j.
Andere tijden en wijzen worden niet met een teken, maar anders aangegeven: zoals voor de toekomende tijd wordt het hulpwerkwoord fog (zullen) of het bijwoord majd (dan) gebruikt en voor de verleden tijd van de voorwaardelijke wijs wordt het woord volna (zou zijn) achter de verleden tijd geplaatst.
Met de "persoonsuitgang" wordt aangegeven de persoon (de 1ste, 2de of 3de persoon) en het getal (enkelvoud: ik, jij, hij/zij of meervoud: wij, jullie, zij) en de aard van het lijdend voorwerp. De keuze van de "persoonsuitgang" is daarbij vaak afhankelijk van de regels van de klinkerharmonie. Er zijn voor alle tijden en wijzen twee belangrijke typen werkwoordvervoegingen: de subjectieve, eerste of onbepaalde vervoeging bij onovergankelijke werkwoorden of bij afwezigheid van een lijdend voorwerp of bij een onbepaald lijdend voorwerp; en er is de objectieve, tweede of bepaalde vervoeging bij een bepaald lijdend voorwerp. Daarnaast is er de gecombineerde persoon: eerste persoon inclusief: spreker (1ste persoon enkelvoud) met aangesprokene (2de persoon enkelvoud of meervoud, 4de naamval).

### Klinkerharmonie
Bij de werkwoordvervoeging speelt de klinkerharmonie een grote rol. Dat houdt in dat de uitgangen en de tekens moeten worden gekozen op grond van de klinker in de stam van het (enkelvoudige) werkwoord. Er worden twee of drie groepen van klinkers onderscheiden:
| Klinkercategorieën en klinkerharmonie | Klinkercategorieën en klinkerharmonie                                                                 | Klinkercategorieën en klinkerharmonie                                                                 |
| --- | --- | --- |
| Bij het gebruik van uitgangen worden achter- en voorklinkers onderscheiden; de voorklinkers kunnen weer gesplitst worden op grond van lipronding. | | |
| 1. achterklinkers (lage klinkers) - kort: a, o, u, - lang: á, ó, ú                                                                                | 2. voorklinkers (hoge klinkers) (overige klinkers) in veel gevallen is er ook nog een onderscheid in: | 2. voorklinkers (hoge klinkers) (overige klinkers) in veel gevallen is er ook nog een onderscheid in: |
| 1. achterklinkers (lage klinkers) - kort: a, o, u, - lang: á, ó, ú                                                                                | 2a. zonder lipronding: ("neutrale" klinkers) - kort: e, i, - lang: é, í                               | 2b. met lipronding: - kort: ö, ü, - lang: ő, ű                                                        |

De volgende typen uitgangen en tekens moeten daarbij worden onderscheiden:
- 1. niet-harmonische vormen, dat wil zeggen dat er slechts een vorm is van de uitgang, bijvoorbeeld -ik bij de zogenaamde "ik-werkwoorden".
- 2. twee harmonische vormen, dat wil zeggen dat er twee vormen zijn van de uitgang of het teken, bijvoorbeeld het teken voor de voorwaardelijke wijs is -ná, -né.
- 3. drie harmonische vormen, dat wil zeggen dat er drie vormen zijn van de uitgang of het teken, bijvoorbeeld het teken voor de verleden tijd is in veel gevallen -ott, -ett of -ött (maar vaak is het slechts één vorm: -t).

### Bepaaldheid
De vervoeging van het werkwoord (de werkwoordsvorm) is mede afhankelijk van de aard van het lijdend voorwerp. Er wordt onderscheid gemaakt tussen "onbepaalde" werkwoordvervoeging en "bepaalde" werkwoordvervoeging.

#### Onbepaalde vervoeging
De onbepaalde, eerste of subjectieve vervoeging wordt gebruikt als er geen lijdend voorwerp is, als het werkwoord onovergankelijk is, of als het lijdend voorwerp onbepaald is. Het lijdend voorwerp is "onbepaald" als het in de eerste of tweede persoon is ("mij" of "jou"), als het geen bezitsaanduiding heeft, als er geen aanwijzend voornaamwoord voor staat, en als er geen impliciete verwijzing is naar een al eerder genoemd lijdend voorwerp.

#### Bepaalde vervoeging
De bepaalde, tweede of objectieve vervoeging wordt gebruikt als het lijdend voorwerp bepaald is; het is dan specifiek en (soms impliciet) duidelijk waarover het gaat. Voorbeeld van een impliciet bepaald lijdend voorwerp: azt nem értem! = ik begrijp dat niet! Het is niet nodig azt = dat te zeggen, omdat uit het zinsverband het wel duidelijk wordt waarover het gaat. Het lijdend voorwerp is "bepaald" als er een bepaald lidwoord voor staat (a, az = de, het), als er een aanwijzend voornaamwoord staat voor het lijdend voorwerp (ezt = dit/deze, azt = dat/die, ezeket = deze, azokat = die), als er een bezitsuitgang achter het lijdend voorwerp staat (mijn, jouw, ...), als het het lijdend voorwerp al eerder ter sprake is geweest en het bekend wordt verondersteld, als het lijdend voorwerp een 3de persoon betreft (őt = hem, haar, Önt = u, őket = hen, ...), als het lijdend voorwerp gaat om een eigennaam, zoals van een persoon of plaats (Pétert, Budapestet), en als er verwezen wordt naar iets/iemand die al eerder genoemd is.

#### Derde type vervoeging
Een aparte veelvoorkomende derde type vervoeging bestaat er bij de 1ste persoon enkelvoud (ik) als het lijdend voorwerp 2de persoon (téged = jou - wordt niet genoemd!, benneteket = jullie) is. Voorbeeld: Szeretlek = Ik houd van jou; Látlak beneteket = Ik zie jullie. Vergelijk látok = ik zie met een onbepaald lijdend voorwerp; látom = ik zie hem/haar/het met een bepaald lijdend voorwerp.

## Tijden en wijzen

### Overzicht
In het Hongaars zijn er drie wijzen: de aantonende wijs of indicatie, de aanvoegende of voorwaardelijke wijs en de aansporende of gebiedende wijs. Alleen de aantonende wijs kent twee werkwoordstijden: een tegenwoordige en een verleden tijd.
De werkwoordvervoeging is in schema: stam van het werkwoord + teken + persoonsuitgang. De stam van het werkwoord is de vorm die gevonden wordt in het woordenboek: 3de persoon enkelvoud (zonder de eventuele -ik uitgang). Het teken geeft de tijd en de wijs aan. De persoonsuitgang geeft de persoon, het getal en de aard van het lijdend voorwerp aan.
De belangrijkste wijs is de aantonende wijs (kijelentő mód), die voorkomt in 2 tijden: de tegenwoordige tijd (jelen idő) en de verleden tijd (múlt idő), de -t is het teken voor de verleden tijd en staat voor de uitgangen, in sommige gevallen is het -ott/-ett/-ött.
De voorwaardelijke wijs (feltételes mód) wordt onder andere gebruikt voor (zeer) beleefde verzoeken.
De gebiedende/aansporende wijs (parancsoló mód, felszólító mód) in de tegenwoordige tijd kan gebruikt worden voor alle personen, bijvoorbeeld írjak? = zal/moet ik schrijven?, írj(ál) = schrijf, írjunk = laten we schrijven.
| "persoonsvorm" | : | "werkwoordstam | + | "teken" | + | "persoonsuitgang" |                |
| várok          | : | vár            | + |         |   | -ok               | ik wacht       |
| vártam         | : | vár            | + | -t      | + | -am               | ik wachtte     |
| várnám         | : | vár            | + | -ná     | + | -m                | ik zou wachten |
| várj! várjál!  | : | vár            | + | -j      | + | -(ál)             | wacht!         |

|                      |
| tegenwoordige tijd   |
| verleden wijs        |
| voorwaardelijke wijs |
| aansporende wijs     |

De verleden tijd van de voorwaardelijke wijs (irrealis van het verleden) wordt gevormd met de verleden tijd plus het hulpwoord volna. Voorbeeld: írtam volna = ik zou geschreven hebben.
Er is geen aparte toekomende tijd. De toekomst wordt met een hulpwerkwoord (fog = zullen) aangegeven, maar daarvoor wordt ook een bijwoord gebruikt: majd = dan. Ook worden wel werkwoorden gebruikt die een beweging aangeven zoals jön = komen; megy = gaan gebruikt, bijvoorbeeld: megyek vásárolni = ik ga boodschappen doen, jövünk takarítani = wij komen schoonmaken.
Voltooide tijden ontbreken. Voltooide handelingen uit het verleden kunnen worden aangegeven met voorvoegsels als meg- of el- voor de werkwoorden, of de verleden tijd wordt gebruikt.
Voorbeeld: csinált = hij maakte ↔ megcsinálta = hij heeft het gemaakt; olvasta = hij las het ↔ elolvasta = hij heeft het (uit)gelezen.
| 1.  |
| 2.  |
| 3.  |
| 11. |
| 22. |
| 33. |

| ik           |
| jij          |
| hij/zij, U   |
| wij          |
| jullie       |
| zij, U (mv.) |

| (én)              |
| (te)              |
| (ő), Ön, Maga     |
| (mi)              |
| (ti)              |
| (ők), Önök, Maguk |

| -ok/-ek/-ök      | -om/-em/-öm  |
| -sz, -ol/-el/-öl | -od/-ed/-öd  |
| ø                | -ja/-i       |
| -unk/-ünk        | -juk/-jük    |
| -tok/-tek/-tök   | -játok/-itek |
| -nak/-nek        | -ják/-ik     |

| -tam/-tem      | -tam/-tem     |
| -tál/-tél      | -tod/-ted     |
| -ott/-ett/-ött | -ta/-te       |
| -tunk/-tünk    | -tuk/-tük     |
| -tatok/-tetek  | -tátok/-tétek |
| -tak/-tek      | -ták/-ték     |

| -nék          | -ném      |
| -nál/-nél     | -nád/-néd |
| -na/-ne       | -ná/-né   |
| -nánk/-nénk   |           |
| -nátok/-nétek |           |
| -nának/-nének | -nák/-nék |

| -jak/-jek      | -jam/-jem     |
| -j(ál)/-j(él)  | -jod/-jed     |
| -jon/-jen/-jön | -ja/-je       |
| -junk/-jünk    | -juk/-jük     |
| -jatok/-jetek  | -játok/-jétek |
| -janak/-jenek  | -ják/-jék     |

### Tegenwoordige tijd
De tegenwoordige tijd wordt gebruikt voor gebeurtenissen en handelingen die in het heden van de spreker plaatsvinden. Voorbeeld: Olvasok.=Ik lees.
Daarnaast wordt de tegenwoordige tijd wel gebruikt voor de toekomst met behulp van het bijwoord majd=dan. Voorbeeld: Majd megyek.=Ik zal gaan, letterlijk: Dan ik ga.
Er is een standaard werkwoordvervoeging voor de tegenwoordige tijd en drie regelmatige varianten op grond van het eind van de stam:
1. de werkwoorden waarvan de stam eindigt op een sisklank (sibilant) (voorbeelden: olvas = lezen, néz = kijken),
2. werkwoorden waarvan de stam eindigt op een dubbele medeklinker of op -ít (voorbeelden: tart = houden, segít = helpen), en
3. de zogenaamde ik-werkwoorden: achter de stam komt in de 3de persoon enkelvoud de uitgang -ik. Voorbeeld: lakik = wonen). Bij ik-werkwoorden kan de stam ook eindigen op een sisklank en/of eindigen op op twee medeklinkers (voorbeeld: fürdik = baden; fekszik = liggen is onregelmatig).

#### Hoofdtype
Het hoofdtype van de regelmatige vervoeging met voorbeelden staat in onderstaande tabel:
| Wijs en tijd:       | Aantonende wijs, tegenwoordige tijd - Jelen idő | Aantonende wijs, tegenwoordige tijd - Jelen idő | Aantonende wijs, tegenwoordige tijd - Jelen idő | Aantonende wijs, tegenwoordige tijd - Jelen idő | Aantonende wijs, tegenwoordige tijd - Jelen idő | Aantonende wijs, tegenwoordige tijd - Jelen idő | Voorbeelden tegenwoordige tijd - jelen idő: | Voorbeelden tegenwoordige tijd - jelen idő: | Voorbeelden tegenwoordige tijd - jelen idő: | Voorbeelden tegenwoordige tijd - jelen idő: | Voorbeelden tegenwoordige tijd - jelen idő: | Voorbeelden tegenwoordige tijd - jelen idő: |
| Bepaaldheid:        | Onbepaalde vervoeging (I)                       | Onbepaalde vervoeging (I)                       | Onbepaalde vervoeging (I)                       | Bepaalde vervoeging (II)                        | Bepaalde vervoeging (II)                        | Bepaalde vervoeging (II)                        | Onbepaalde vervoeging (I)                   | Onbepaalde vervoeging (I)                   | Onbepaalde vervoeging (I)                   | Bepaalde vervoeging (II)                    | Bepaalde vervoeging (II)                    | Bepaalde vervoeging (II)                    |
| Stam werkwoord met: | Voor- klinkers                                  | Achterklinkers                                  | Achterklinkers                                  | Voor- klinkers                                  | Achterklinkers                                  | Achterklinkers                                  | Voor- klinkers                              | Achterklinkers                              | Achterklinkers                              | Voor- klinkers                              | Achterklinkers                              | Achterklinkers                              |
| Stam werkwoord met: | Voor- klinkers                                  | zonder lipronding                               | met lipronding                                  | Voor- klinkers                                  | zonder lipronding                               | met lipronding                                  | Voor- klinkers                              | zonder lipronding                           | met lipronding                              | Voor- klinkers                              | zonder lipronding                           | met lipronding                              |
| infinitief: →       | -ni                                             | -ni                                             | -ni                                             | -ni                                             | -ni                                             | -ni                                             | látni zien                                  | kérni verzoeken                             | törni breken                                |                                             |                                             |                                             |
| persoon:↓           |                                                 |                                                 |                                                 |                                                 |                                                 |                                                 | látni zien                                  | kérni verzoeken                             | törni breken                                |                                             |                                             |                                             |
| ik (én)             | -ok                                             | -ek                                             | -ök                                             | -om                                             | -em                                             | -öm                                             | látok                                       | kérek                                       | török                                       | látom                                       | kérem                                       | töröm                                       |
| jij (te)            | -sz                                             | -sz                                             | -sz                                             | -od                                             | -ed                                             | -öd                                             | látsz                                       | kérsz                                       | törsz                                       | látod                                       | kéred                                       | töröd                                       |
| hij,zij (ő)         | ø (stam!)                                       | ø (stam!)                                       | ø (stam!)                                       | -ja                                             | -i                                              | -i                                              | lát                                         | kér                                         | tör                                         | látja                                       | kéri                                        | töri                                        |
| wij (mi)            | -unk                                            | -ünk                                            | -ünk                                            | -juk                                            | -jük                                            | -jük                                            | látunk                                      | kérünk                                      | törünk                                      | látjuk                                      | kérjük                                      | törjük                                      |
| jullie (ti)         | -tok                                            | -tek                                            | -tök                                            | -játok                                          | -itek                                           | -itek                                           | láttok                                      | kértek                                      | törtök                                      | látjátok                                    | kéritek                                     | töritek                                     |
| zij (ők)            | -nak                                            | -nek                                            | -nek                                            | -ják                                            | -ik                                             | -ik                                             | látnak                                      | kérnek                                      | törnek                                      | látják                                      | kérik                                       | törik                                       |
| ik→jou (én→téged)   | -lak                                            | -lek                                            | -lek                                            |                                                 |                                                 |                                                 | látlak                                      | kérlek                                      | törlek                                      |                                             |                                             |                                             |

#### Werkwoordstam eindigt op een sisklank
De werkwoorden waarvan de stam eindigt op een sisklank (-s, -sz, -z) vormen de eerste variant van de werkwoordvervoeging van de tegenwoordige tijd. De drie mogelijke uitgangen in de 2de persoon enkelvoud zijn: -ol/-el/-öl, afhankelijk van de klinkerharmonie. Voorbeeld: olvas=hij leest wordt olvasol=jij leest. 
Sommige persoonsuitgangen beginnen met een-j (-juk/-jük, -játok, -ják). In die gevallen assimileert de eindmedeklinker van de stam met de -j, zodat de eindmedeklinker verdubbelt.
| Tijd:               | Tegenwoordige tijd - Jelen idő | Tegenwoordige tijd - Jelen idő | Tegenwoordige tijd - Jelen idő | Tegenwoordige tijd - Jelen idő                                          | Tegenwoordige tijd - Jelen idő | Tegenwoordige tijd - Jelen idő | Voorbeelden                | Voorbeelden                | Voorbeelden                | Voorbeelden               | Voorbeelden               | Voorbeelden               |
| Bepaaldheid:        | Onbepaalde vervoeging (I)      | Onbepaalde vervoeging (I)      | Onbepaalde vervoeging (I)      | Bepaalde vervoeging (II)                                                | Bepaalde vervoeging (II)       | Bepaalde vervoeging (II)       | Onbepaalde vervoeging (I): | Onbepaalde vervoeging (I): | Onbepaalde vervoeging (I): | Bepaalde vervoeging (II): | Bepaalde vervoeging (II): | Bepaalde vervoeging (II): |
| Stam werkwoord met: | Voor- klinkers                 | Achterklinkers                 | Achterklinkers                 | Voor- klinkers                                                          | Achterklinkers                 | Achterklinkers                 | Voor- klinkers             | Achterklinkers             | Achterklinkers             | Voor- klinkers            | Achterklinkers            | Achterklinkers            |
| Stam werkwoord met: | Voor- klinkers                 | zonder lipronding              | met lipronding                 | Voor- klinkers                                                          | zonder lipronding              | met lipronding                 | Voor- klinkers             | zonder lipronding          | met lipronding             | Voor- klinkers            | zonder lipronding         | met lipronding            |
| Infinitief: →       | -sni, -szni, -zni              | -sni, -szni, -zni              | -sni, -szni, -zni              | -sni, -szni, -zni                                                       | -sni, -szni, -zni              | -sni, -szni, -zni              | olvasni lezen              | nézni kijken               | főzni koken                | olvasni lezen             | nézni kijken              | főzni koken               |
| persoon:↓           | -sni, -szni, -zni              | -sni, -szni, -zni              | -sni, -szni, -zni              | -sni, -szni, -zni                                                       | -sni, -szni, -zni              | -sni, -szni, -zni              | olvasni lezen              | nézni kijken               | főzni koken                | olvasni lezen             | nézni kijken              | főzni koken               |
| jij (te)            | -ol                            | -el                            | -öl                            |                                                                         |                                |                                | olvasol                    | nézel                      | főzöl                      |                           |                           |                           |
| hij (ő)             |                                |                                |                                | ..[X]a                                                                  | -i                             | -i                             |                            |                            |                            | olvassa                   | nézi                      | főzi                      |
| wij (mi)            |                                |                                |                                | ..[X]uk                                                                 | ..[X]ük                        | ..[X]ük                        |                            |                            |                            | olvassuk                  | nézzük                    | főzzük                    |
| jullie (ti)         | ..[X]átok                      | -itek                          | -itek                          | olvassátok                                                              | nézitek                        | főzitek                        |                            |                            |                            |                           |                           |                           |
| zij (ők)            | ..[X]ák                        | -ik                            | -ik                            | olvassák                                                                | nézik                          | főzik                          |                            |                            |                            |                           |                           |                           |
|                     |                                |                                |                                | [X]: Assimilatie van voorgaande sisklank met de begin-j van de uitgang. |                                |                                |                            |                            |                            |                           |                           |                           |

#### Werkwoordstam eindigt op 2 medeklinkers of op ít
De werkwoorden waarvan de stam eindigt op twee medeklinkers of stam eindigt op lange klinker + t (meestal -ít) vormen de tweede kleine variant van de werkwoordvervoeging in de tegenwoordige tijd. De twee mogelijke uitgangen in de 2de persoon enkelvoud zijn: -asz/-esz, afhankelijk van de klinkerharmonie. Daarnaast heeft de 2de persoon meervoud drie harmonische vormen: -otok/-etek/-ötök en de 3de persoon meervoud twee harmonische vormen: -anak/-enek
Werkwoorden waarvan de stam eindigt op twee medeklinkers, of de werkwoordstam eindigt op -ít krijgen een met een voorloopklinker verlengde uitgang bij de infinitief, de 2de persoon (enkelvoud en meervoud) en de 3de persoon meervoud, bijvoorbeeld bij old = oplossen, tanít = onderwijzen, fest = schilderen, segít = helpen, önt = gieten, sűrít = comprimeren, verdichten.
| Tijd:               | Tegenwoordige tijd - Jelen idő | Tegenwoordige tijd - Jelen idő | Tegenwoordige tijd - Jelen idő | Tegenwoordige tijd - Jelen idő        | Tegenwoordige tijd - Jelen idő        | Tegenwoordige tijd - Jelen idő        | Tegenwoordige tijd - Jelen idő        | Tegenwoordige tijd - Jelen idő        | Tegenwoordige tijd - Jelen idő        |
| ------------------- | ------------------------------ | ------------------------------ | ------------------------------ | ------------------------------------- | ------------------------------------- | ------------------------------------- | ------------------------------------- | ------------------------------------- | ------------------------------------- |
| Bepaaldheid:        | Onbepaalde vervoeging (I)      | Onbepaalde vervoeging (I)      | Onbepaalde vervoeging (I)      | Voorbeelden onbepaalde vervoeging (I) | Voorbeelden onbepaalde vervoeging (I) | Voorbeelden onbepaalde vervoeging (I) | Voorbeelden onbepaalde vervoeging (I) | Voorbeelden onbepaalde vervoeging (I) | Voorbeelden onbepaalde vervoeging (I) |
| Stam werkwoord met: | Voor- klinkers                 | Achterklinkers                 | Achterklinkers                 | Voor- klinkers                        | Achterklinkers                        | Achterklinkers                        | Voor- klinkers                        | Achterklinkers                        | Achterklinkers                        |
| Stam werkwoord met: | Voor- klinkers                 | zonder lipronding              | met lipronding                 | Voor- klinkers                        | zonder lipronding                     | met lipronding                        | Voor- klinkers                        | zonder lipronding                     | met lipronding                        |
| infinitief: →       | -ani                           | -eni                           | -eni                           | tanítani onderwijzen                  | segíteni helpen                       | sűríteni comprimeren                  | oldani oplossen                       | festeni verven                        | önteni gieten                         |
| persoon:↓           | -ani                           | -eni                           | -eni                           | tanítani onderwijzen                  | segíteni helpen                       | sűríteni comprimeren                  | oldani oplossen                       | festeni verven                        | önteni gieten                         |
| jij (te)            | -asz                           | -esz                           | -esz                           | tanítasz                              | segítesz                              | sűrítesz                              | oldasz                                | festesz                               | öntesz                                |
| jullie (ti)         | -otok                          | -etek                          | -ötök                          | tanítotok                             | segítetek                             | sűrítötek                             | oldotok                               | festetek                              | öntötök                               |
| zij (ők)            | -anak                          | -enek                          | -enek                          | tanítanak                             | segítenek                             | sűrítenek                             | oldanak                               | festenek                              | öntenek                               |
| ik→jou (én→téged)   | -alak                          | -elek                          | -elek                          | tanítalak                             | segítelek                             | sűrítelek                             | oldalak                               | festelek                              | öntelek                               |

#### Werkwoordstam krijgt -ik
De ik-werkwoorden zijn werkwoorden waarvan de stam (3de persoon enkelvoud) verlengd is met -ik. In de 1ste persoon ev. wordt de uitgang -om/-em/-öm, die ook gebruikt worden in de bepaalde vervoeging. Voorbeeld: de stam lakik=hij woont, wordt in de 1ste persoon e.v.: lakom=ik woon. Veel van de ik-werkwoorden zijn intransitief (zij kunnen geen lijdend voorwerp bij zich hebben), zodat meestal alleen de onbepaalde vervoeging van toepassing is.
| Tijd:               | Tegenwoordige tijd - Jelen idő | Tegenwoordige tijd - Jelen idő | Tegenwoordige tijd - Jelen idő | Tegenwoordige tijd - Jelen idő        | Tegenwoordige tijd - Jelen idő        | Tegenwoordige tijd - Jelen idő        |
| ------------------- | ------------------------------ | ------------------------------ | ------------------------------ | ------------------------------------- | ------------------------------------- | ------------------------------------- |
| Bepaaldheid:        | Onbepaalde vervoeging (I)      | Onbepaalde vervoeging (I)      | Onbepaalde vervoeging (I)      | Voorbeelden onbepaalde vervoeging (I) | Voorbeelden onbepaalde vervoeging (I) | Voorbeelden onbepaalde vervoeging (I) |
| Stam werkwoord met: | Voor- klinkers                 | Achterklinkers                 | Achterklinkers                 | Voor- klinkers                        | Achterklinkers                        | Achterklinkers                        |
| Stam werkwoord met: | Voor- klinkers                 | zonder lipronding              | met lipronding                 | Voor- klinkers                        | zonder lipronding                     | met lipronding                        |
| Infinitief: →       |                                |                                |                                | lakni wonen                           | következni volgen                     | fürdeni baden                         |
| persoon:↓           |                                |                                |                                | lakni wonen                           | következni volgen                     | fürdeni baden                         |
| ik (én)             | -om                            | -em                            | -öm                            | lakom                                 | következem                            | fürdöm                                |
| hij,zij (ő)         | -ik                            | -ik                            | -ik                            | lakik                                 | következik                            | fürdik                                |

### Verleden tijd
Waar het Nederlands een onvoltooid en een voltooid verleden tijd kent, heeft het Hongaars slechts één verleden tijd (múlt idő), bijvoorbeeld: Mentem = Ik ging / Ik ben gegaan.
De vervoeging van het werkwoord voor de verleden tijd bestaat uit:
| stam van het werkwoord + teken voor verleden tijd + persoonsuitgang |

De stam van het werkwoord is dezelfde als in de tegenwoordige tijd, met uitzondering van onder andere de sz/v-stammen: eszik (eten) → evett, iszik (drinken) → ivott. Daarnaast zijn er nog een aantal algemeen voorkomende onregelmatige werkwoorden als jönni = komen, menni = gaan en lenni = zijn, worden.
Het teken -t voor de verleden tijd wordt achter de stam van het werkwoord voor de persoonsuitgang geplaatst. Gewoonlijk is dit teken een -t, maar het teken -ott/-ett/-ött wordt gebruikt in de 3de persoon enkelvoud van de onbepaalde vervoeging. Hiervoor zijn regels, maar ook kan het woordenboek geraadpleegd worden. Er zijn voor de vorming van de verleden tijd drie belangrijke groepen van werkwoorden. De meest voorkomende vervoeging is volgens de hybride groep 1, die een combinatie lijkt van groep 2 en groep 3. De vervoeging in groep 2 en groep 3 zijn geheel regelmatig.
Groep 1 heeft de meest voorkomende wijze van vervoegen; deze is gemengd. In groep 1 is het teken -t in bijna alle personen, alleen bij de 3de persoon enkelvoud is het teken -ott/-ett/-ött. Hierachter worden de persoonsuitgangen geplaatst, zoals staat in onderstaande tabel:
| Tijd en groep:      | Verleden tijd, groep 1 - Múlt idő | Verleden tijd, groep 1 - Múlt idő | Verleden tijd, groep 1 - Múlt idő | Verleden tijd, groep 1 - Múlt idő | Verleden tijd, groep 1 - Múlt idő | Verleden tijd, groep 1 - Múlt idő | Voorbeelden verleden tijd, groep 1 | Voorbeelden verleden tijd, groep 1 | Voorbeelden verleden tijd, groep 1 | Voorbeelden verleden tijd, groep 1 | Voorbeelden verleden tijd, groep 1 | Voorbeelden verleden tijd, groep 1 |
| Bepaaldheid:        | Onbepaalde vervoeging (I)         | Onbepaalde vervoeging (I)         | Onbepaalde vervoeging (I)         | Bepaalde vervoeging (II)          | Bepaalde vervoeging (II)          | Bepaalde vervoeging (II)          | Onbepaalde vervoeging (I)          | Onbepaalde vervoeging (I)          | Onbepaalde vervoeging (I)          | Bepaalde vervoeging (II)           | Bepaalde vervoeging (II)           | Bepaalde vervoeging (II)           |
| Stam werkwoord met: | Voor- klinkers                    | Achterklinkers                    | Achterklinkers                    | Voor- klinkers                    | Achterklinkers                    | Achterklinkers                    | Voor- klinkers                     | Achterklinkers                     | Achterklinkers                     | Voor- klinkers                     | Achterklinkers                     | Achterklinkers                     |
| Stam werkwoord met: | Voor- klinkers                    | zonder lipronding                 | met lipronding                    | Voor- klinkers                    | zonder of met lipronding          | zonder of met lipronding          | Voor- klinkers                     | zonder lipronding                  | met lipronding                     | Voor- klinkers                     | zonder of met lipronding           | zonder of met lipronding           |
| infinitief: →       |                                   |                                   |                                   |                                   |                                   |                                   | látni zien                         | nézni kijken                       | üldözni vervolgen                  | látni                              | nézni                              | üldözni                            |
| persoon:↓           |                                   |                                   |                                   |                                   |                                   |                                   | látni zien                         | nézni kijken                       | üldözni vervolgen                  | látni                              | nézni                              | üldözni                            |
| ik (én)             | -tam                              | -tem                              | -tem                              | -tam                              | -tem                              | -tem                              | láttam                             | néztem                             | üldöztem                           | láttam                             | néztem                             | üldöztem                           |
| jij (te)            | -tál                              | -tél                              | -tél                              | -tad                              | -ted                              | -ted                              | láttál                             | néztél                             | üldöztél                           | láttad                             | nézted                             | üldözted                           |
| hij,zij (ő)         | -ott                              | -ett                              | -ött                              | -ta                               | -te                               | -te                               | látott                             | nézett                             | üldözött                           | látta                              | nézte                              | üldözte                            |
|                     |                                   |                                   |                                   |                                   |                                   |                                   |                                    |                                    |                                    |                                    |                                    |                                    |
| wij (mi)            | -tunk                             | -tünk                             | -tünk                             | -tuk                              | -tük                              | -tük                              | láttunk                            | néztünk                            | üldöztünk                          | láttuk                             | néztük                             | üldöztük                           |
| jullie (ti)         | -tatok                            | -tetek                            | -tetek                            | -tátok                            | -tétek                            | -tétek                            | láttatok                           | néztetek                           | üldöztetek                         | láttátok                           | néztétek                           | üldöztétek                         |
| zij (ők)            | -tak                              | -tek                              | -tek                              | -ták                              | -ték                              | -ték                              | láttak                             | néztek                             | üldöztek                           | látták                             | nézték                             | üldözték                           |
|                     |                                   |                                   |                                   |                                   |                                   |                                   |                                    |                                    |                                    |                                    |                                    |                                    |
| ik→jou (én→téged)   | -talak                            | -telek                            | -telek                            | láttalak                          | néztelek                          | üldöztelek                        |                                    |                                    |                                    |                                    |                                    |                                    |

Groep 2 en groep 3 zijn geheel regelmatig. In groep 2 is het teken -t in alle personen. Groep 2 bestaat uit werkwoorden waar de werkwoordstam eindigt op -j, -l, -n, -r of waar de werkwoordstam bestaat uit 2 lettergrepen met de laatste eindigend op -ad, -ed. Hierachter worden de persoonsuitgangen geplaatst, die dezelfde zijn als die in groep 1.
| Tijd en groep:      | Verleden tijd, groep 2 - Múlt idő       | Verleden tijd, groep 2 - Múlt idő       | Verleden tijd, groep 2 - Múlt idő       | Verleden tijd, groep 2 - Múlt idő       | Verleden tijd, groep 2 - Múlt idő       | Verleden tijd, groep 2 - Múlt idő       | Voorbeelden verleden tijd, groep 2 | Voorbeelden verleden tijd, groep 2 | Voorbeelden verleden tijd, groep 2 | Voorbeelden verleden tijd, groep 2 | Voorbeelden verleden tijd, groep 2 | Voorbeelden verleden tijd, groep 2 |
| Bepaaldheid:        | Onbepaalde vervoeging (I)               | Onbepaalde vervoeging (I)               | Onbepaalde vervoeging (I)               | Bepaalde vervoeging (II)                | Bepaalde vervoeging (II)                | Bepaalde vervoeging (II)                | Onbepaalde vervoeging (I)          | Onbepaalde vervoeging (I)          | Onbepaalde vervoeging (I)          | Bepaalde vervoeging (II)           | Bepaalde vervoeging (II)           | Bepaalde vervoeging (II)           |
| Stam werkwoord met: | Voor- klinkers                          | Achterklinkers                          | Achterklinkers                          | Voor- klinkers                          | Achterklinkers                          | Achterklinkers                          | Voor- klinkers                     | Achterklinkers                     | Achterklinkers                     | Voor- klinkers                     | Achterklinkers                     | Achterklinkers                     |
| Stam werkwoord met: | Voor- klinkers                          | zonder of met lipronding                | zonder of met lipronding                | Voor- klinkers                          | zonder of met lipronding                | zonder of met lipronding                | Voor- klinkers                     | zonder of met lipronding           | zonder of met lipronding           | Voor- klinkers                     | zonder of met lipronding           | zonder of met lipronding           |
| Stam-einde: →       | -j, -l, -n, -r; 2 lettergrepen +ad, +ed | -j, -l, -n, -r; 2 lettergrepen +ad, +ed | -j, -l, -n, -r; 2 lettergrepen +ad, +ed | -j, -l, -n, -r; 2 lettergrepen +ad, +ed | -j, -l, -n, -r; 2 lettergrepen +ad, +ed | -j, -l, -n, -r; 2 lettergrepen +ad, +ed | vár (ver)wachten                   | kér vragen, verzoeken              | lök duwen                          | vár                                | kér                                | lök                                |
| Persoon:↓           |                                         |                                         |                                         |                                         |                                         |                                         | vár (ver)wachten                   | kér vragen, verzoeken              | lök duwen                          | vár                                | kér                                | lök                                |
| ik (én)             | -tam                                    | -tem                                    | -tem                                    | -tam                                    | -tem                                    | -tem                                    | vártam                             | kértem                             | löktem                             | vártam                             | kértem                             | löktem                             |
| jij (te)            | -tál                                    | -tél                                    | -tél                                    | -tad                                    | -ted                                    | -ted                                    | vártál                             | kértél                             | löktél                             | vártad                             | kérted                             | lökted                             |
| hij,zij (ő)         | -t                                      | -t                                      | -t                                      | -ta                                     | -te                                     | -te                                     | várt                               | kért                               | lökt                               | várta                              | kérte                              | lökte                              |
|                     |                                         |                                         |                                         |                                         |                                         |                                         |                                    |                                    |                                    |                                    |                                    |                                    |
| wij (mi)            | -tunk                                   | -tünk                                   | -tünk                                   | -tuk                                    | -tük                                    | -tük                                    | vártunk                            | kértünk                            | löktünk                            | vártuk                             | kértük                             | löktük                             |
| jullie (ti)         | -tatok                                  | -tetek                                  | -tetek                                  | -tátok                                  | -tétek                                  | -tétek                                  | vártatok                           | kértetek                           | löktetek                           | vártátok                           | kértétek                           | löktétek                           |
| zij (ők)            | -tak                                    | -tek                                    | -tek                                    | -ták                                    | -ték                                    | -ték                                    | vártak                             | kértek                             | löktek                             | várták                             | kérték                             | lökték                             |
|                     |                                         |                                         |                                         |                                         |                                         |                                         |                                    |                                    |                                    |                                    |                                    |                                    |
| ik→jou (én→téged)   | -talak                                  | -telek                                  | -telek                                  | vártalak                                | kértelek                                | löktelek                                |                                    |                                    |                                    |                                    |                                    |                                    |
In groep 3 is het teken -ott/-ett/-ött in alle personen. Groep 3 bestaat uit werkwoorden waar de werkwoordstam eindigt op -ít, waar de werkwoordstam eindigt op -medeklinker+t, of waar de werkwoordstam bestaat uit 1 lettergreep die eindigt op -t. Daarachter worden de persoonsuitgangen geplaatst. Voorbeelden zijn de werkwoorden tart = houden, bevatten, ért = begrijpen en önt = vullen.
| Tijd en Groep:      | Verleden tijd, groep 3 - Múlt idő     | Verleden tijd, groep 3 - Múlt idő     | Verleden tijd, groep 3 - Múlt idő     | Verleden tijd, groep 3 - Múlt idő     | Verleden tijd, groep 3 - Múlt idő     | Verleden tijd, groep 3 - Múlt idő     | Voorbeelden verleden tijd, groep 3 | Voorbeelden verleden tijd, groep 3 | Voorbeelden verleden tijd, groep 3 | Voorbeelden verleden tijd, groep 3 | Voorbeelden verleden tijd, groep 3 | Voorbeelden verleden tijd, groep 3 |
| Bepaaldheid:        | Onbepaalde vervoeging (I)             | Onbepaalde vervoeging (I)             | Onbepaalde vervoeging (I)             | Bepaalde vervoeging (II)              | Bepaalde vervoeging (II)              | Bepaalde vervoeging (II)              | Onbepaalde vervoeging (I)          | Onbepaalde vervoeging (I)          | Onbepaalde vervoeging (I)          | Bepaalde vervoeging (II)           | Bepaalde vervoeging (II)           | Bepaalde vervoeging (II)           |
| Stam werkwoord met: | Voor- klinkers                        | Achterklinkers                        | Achterklinkers                        | Voor- klinkers                        | Achterklinkers                        | Achterklinkers                        | Voor- klinkers                     | Achterklinkers                     | Achterklinkers                     | Voor- klinkers                     | Achterklinkers                     | Achterklinkers                     |
| Stam werkwoord met: | Voor- klinkers                        | zonder lipronding                     | met lipronding                        | Voor- klinkers                        | zonder lipronding                     | met lipronding                        | Voor- klinkers                     | zonder lipronding                  | met lipronding                     | Voor- klinkers                     | zonder lipronding                  | met lipronding                     |
| Stam-einde: →       | -ít; -medeklinker+t; 1 lettergreep +t | -ít; -medeklinker+t; 1 lettergreep +t | -ít; -medeklinker+t; 1 lettergreep +t | -ít; -medeklinker+t; 1 lettergreep +t | -ít; -medeklinker+t; 1 lettergreep +t | -ít; -medeklinker+t; 1 lettergreep +t | tart houden, bevatten,             | ért begrijpen                      | önt vullen                         | tart                               | ért                                | önt                                |
| Persoon:↓           |                                       |                                       |                                       |                                       |                                       |                                       | tart houden, bevatten,             | ért begrijpen                      | önt vullen                         | tart                               | ért                                | önt                                |
| ik (én)             | -ottam                                | -ettem                                | -öttem                                | -ottam                                | -ettem                                | -öttem                                | tartottam                          | értettem                           | öntöttem                           | tartottam                          | értettem                           | öntöttem                           |
| jij (te)            | -ottál                                | -ettél                                | -öttél                                | -ottad                                | -etted                                | -ötted                                | tartottál                          | értettél                           | öntöttél                           | tartottad                          | értetted                           | öntötted                           |
| hij,zij (ő)         | -ott                                  | -ett                                  | -ött                                  | -otta                                 | -ette                                 | -ötte                                 | tartott                            | értett                             | öntött                             | tartotta                           | értette                            | öntötte                            |
|                     |                                       |                                       |                                       |                                       |                                       |                                       |                                    |                                    |                                    |                                    |                                    |                                    |
| wij (mi)            | -ottunk                               | -ettünk                               | -öttünk                               | -ottuk                                | -ettük                                | -öttük                                | tartottunk                         | értettünk                          | öntöttünk                          | tartottuk                          | értettük                           | öntöttük                           |
| jullie (ti)         | -ottatok                              | -ettetek                              | -öttetek                              | -ottátok                              | -ettétek                              | -öttétek                              | tartottatok                        | értettetek                         | öntöttetek                         | tartottátok                        | értettétek                         | öntöttétek                         |
| zij (ők)            | -ottak                                | -ettek                                | -öttek                                | -ották                                | -ették                                | -ötték                                | tartottak                          | értettek                           | öntöttek                           | tartották                          | értették                           | öntötték                           |
|                     |                                       |                                       |                                       |                                       |                                       |                                       |                                    |                                    |                                    |                                    |                                    |                                    |
| ik→jou (én→téged)   | -ottalak                              | -ettelek                              | -öttelek                              | tartottalak                           | értettelek                            | öntöttelek                            |                                    |                                    |                                    |                                    |                                    |                                    |

### Voorwaardelijke wijs
Naast de aantonende wijs is er de voorwaardelijke wijs (feltételes mód). De voorwaardelijke wijs wordt onder andere gebruikt voor (zeer) beleefde verzoeken. 
De vervoeging van het werkwoord voor de voorwaardelijke wijs bestaat uit:
| stam van het werkwoord + teken voor voorwaardelijke wijs + persoonsuitgang |

Het teken is ná/-né, alleen in de onbepaalde vervoeging, 3de persoon enkelvoud is het -na/-ne.
| Wijs:               | Voorwaardelijke wijs (feltételes mód) | Voorwaardelijke wijs (feltételes mód) | Voorwaardelijke wijs (feltételes mód) | Voorwaardelijke wijs (feltételes mód) | Voorbeelden voorwaardelijke wijs | Voorbeelden voorwaardelijke wijs | Voorbeelden voorwaardelijke wijs | Voorbeelden voorwaardelijke wijs |  |
| Bepaaldheid:        | Onbepaalde vervoeging (I)             | Onbepaalde vervoeging (I)             | Bepaalde vervoeging (II)              | Bepaalde vervoeging (II)              | Onbepaalde vervoeging (I)        | Onbepaalde vervoeging (I)        | Bepaalde vervoeging (II)         | Bepaalde vervoeging (II)         |  |
| Stam werkwoord met: | Voor- klinkers                        | Achter- klinkers                      | Voor- klinkers                        | Achter- klinkers                      | Voor- klinkers                   | Achter- klinkers                 | Voor- klinkers                   | Achter- klinkers                 |  |
| Persoon:↓           |                                       |                                       |                                       |                                       | kapni krijgen                    | égni branden                     | kapni                            | égni                             |  |
| ik (én)             | -nék                                  | -nék                                  | -ném                                  | -ném                                  | kapnék                           | égnék                            | kapném                           | égném                            |  |
| jij (te)            | -nál                                  | -nél                                  | -nád                                  | -néd                                  | kapnál                           | égnél                            | kapnád                           | égnéd                            |  |
| hij, zij (ő)        | -na                                   | -ne                                   | -ná                                   | -né                                   | kapna                            | égne                             | kapná                            | égné                             |  |
|                     |                                       |                                       |                                       |                                       |                                  |                                  |                                  |                                  |  |
| wij (mi)            | -nánk                                 | -nénk                                 | -nánk                                 | -nénk                                 | kapnánk                          | égnénk                           | kapnánk                          | égnénk                           |  |
| jullie (ti)         | -nátok                                | -nétek                                | -nátok                                | -nétek                                | kapnátok                         | égnétek                          | kapnátok                         | égnétek                          |  |
| zij (ők)            | -nának                                | -nének                                | -nák                                  | -nék                                  | kapnának                         | égnének                          | kapnák                           | égnék                            |  |
|                     |                                       |                                       |                                       |                                       |                                  |                                  |                                  |                                  |  |
| ik→jou (én→téged)   | -nálak                                | -nélek                                | kapnálak                              | égnélek                               |                                  |                                  |                                  |                                  |  |

### Aansporende wijs
De derde wijs is de aansporende of gebiedende wijs (parancsoló/felszólító mód) in de tegenwoordige tijd. 
De vervoeging van het werkwoord voor de aansporende wijs bestaat uit:
| stam van het werkwoord + teken voor aansporende wijs + persoonsuitgang |

De stam van de gebiedende wijs bestaat uit de korte vorm voor de 2de persoon enkelvoud van de onbepaalde vervoeging; dit is gewoonlijk de werkwoordstam + j (de lange vorm heeft -jál/-jél). Van de stam worden de andere vormen van afgeleid. De gebiedende wijs kan gebruikt worden voor alle personen, bijvoorbeeld írjak? "zal/moet ik schrijven?", írj(ál) "schrijf", írjunk "laten we schrijven".
| Wijs:               | Aansporende wijs (felszólító mód) | Aansporende wijs (felszólító mód) | Aansporende wijs (felszólító mód) | Aansporende wijs (felszólító mód) | Aansporende wijs (felszólító mód) | Aansporende wijs (felszólító mód) | Voorbeelden aansporende wijs | Voorbeelden aansporende wijs | Voorbeelden aansporende wijs | Voorbeelden aansporende wijs | Voorbeelden aansporende wijs | Voorbeelden aansporende wijs |
| Bepaaldheid:        | Onbepaalde vervoeging (I)         | Onbepaalde vervoeging (I)         | Onbepaalde vervoeging (I)         | Bepaalde vervoeging (II)          | Bepaalde vervoeging (II)          | Bepaalde vervoeging (II)          | Onbepaalde vervoeging (I)    | Onbepaalde vervoeging (I)    | Onbepaalde vervoeging (I)    | Bepaalde vervoeging (II)     | Bepaalde vervoeging (II)     | Bepaalde vervoeging (II)     |
| Stam werkwoord met: | Voor- klinkers                    | Achterklinkers                    | Achterklinkers                    | Voor- klinkers                    | Achterklinkers                    | Achterklinkers                    | Voor- klinkers               | Achterklinkers               | Achterklinkers               | Voor- klinkers               | Achterklinkers               | Achterklinkers               |
| Stam werkwoord met: | Voor- klinkers                    | zonder lipronding                 | met lipronding                    | Voor- klinkers                    | Achterklinkers                    | Achterklinkers                    | Voor- klinkers               | zonder lipronding            | met lipronding               | Voor- klinkers               | zonder lipronding            | met lipronding               |
| Persoon:↓           |                                   |                                   |                                   |                                   |                                   |                                   | ad geven                     | ver slaan                    | lök duwen, stoten            | ad                           | ver                          | lök                          |
| ik (én)             | -jak                              | -jek                              | -jek                              | -jam                              | -jem                              | -jem                              | adjak                        | verjek                       | lökjek                       | adjam                        | verjem                       | lökjem                       |
| jij (te)            | -j(ál)                            | -j(él)                            | -j(él)                            | -jad                              | -jed                              | -jed                              | adj(ál)                      | verj(él)                     | lökj(él)                     | adjad                        | verjed                       | lökjed                       |
| hij,zij (ő)         | -jon                              | -jen                              | -jön                              | -ja                               | -je                               | -je                               | adjon                        | verjen                       | lökjön                       | adja                         | verje                        | lökje                        |
| wij (mi)            | -junk                             | -jünk                             | -jünk                             | -juk                              | -jük                              | -jük                              | adjunk                       | verjünk                      | lökjünk                      | adjuk                        | verjük                       | lökjük                       |
| jullie (ti)         | -jatok                            | -jetek                            | -jetek                            | -játok                            | -jétek                            | -jétek                            | adjatok                      | verjetek                     | lökjetek                     | adjátok                      | verjétek                     | lökjétek                     |
| zij (ők)            | -janak                            | -jenek                            | -jenek                            | -ják                              | -jék                              | -jék                              | adjanak                      | verjenek                     | lökjenek                     | adják                        | verjék                       | lökjék                       |
|                     |                                   |                                   |                                   |                                   |                                   |                                   |                              |                              |                              |                              |                              |                              |
| ik→jou (én→téged)   | -jalak                            | -jelek                            | -jelek                            | adjalak                           | verjelek                          | lökjelek                          |                              |                              |                              |                              |                              |                              |

De persoonsuitgangen beginnen met een-j (-juk/-jük, -játok, -ják). Dat heeft gevolgen bij verschillende typen werkwoordstammen en werkwoordgroepen.
| Werkwoorden met onregelmatige vorming van de aansporende wijs | Werkwoorden met onregelmatige vorming van de aansporende wijs | Werkwoorden met onregelmatige vorming van de aansporende wijs               | Werkwoorden met onregelmatige vorming van de aansporende wijs |
| Werkwoordstam einde                                           | Werkwoordstam einde                                           | Begin-j van de uitgang                                                      | Voorbeelden                                                   |
| ------------------------------------------------------------- | ------------------------------------------------------------- | --------------------------------------------------------------------------- | ------------------------------------------------------------- |
| -sisklank (sibilant)                                          | -sisklank (sibilant)                                          | eindmedeklinker assimileert en verdubbelt                                   | olvas → olvass; metsz → metssz; főz → főzz                    |
| -t                                                            | -(korte klinker + t)                                          | eindmedeklinker assimileert met begin-j van uitgang en verdubbelt           | mutat → mutass; etet → etess                                  |
| -t                                                            | -(át)                                                         | eindmedeklinker assimileert met begin-j van uitgang en verdubbelt           | bocsát → bocsáss                                              |
| -t                                                            | -(lange klinker + t; geen -át)                                | eindmedeklinker blijft en begin-j van uitgang verandert in -s               | tanít → taníts; fűt → fűts                                    |
| -t                                                            | -(sisklank + t)                                               | eindmedeklinker met voorgaande sisklank assimileren met begin-j van uitgang | oszt → ossz; fest → fess                                      |
| -t                                                            | -(andere medeklinker + t)                                     | eindmedeklinker blijft en begin-j van uitgang verandert in -s               | tart →tarts; ért → érts ;önt → önts                           |
|                                                               |                                                               |                                                                             |                                                               |
| tesz, vesz, visz, eszik, iszik                                | tesz, vesz, visz, eszik, iszik                                | eindmedeklinker blijft en begin-j van uitgang verandert in -gy              | tegy, vegy, vigy, egy, igy                                    |

### Toekomende tijd
Er is geen aparte toekomende tijd (met uitzondering van lesz = zal zijn, worden) maar de toekomst kan worden uitgedrukt:
- met behulp van het bijwoord majd = dan + de tegenwoordige tijd: Majd megyek. = Ik zal gaan. (letterlijk: Dan ik ga.)
- met het hulpwerkkwoord fog: Fogok menni = Ik zal gaan; Fogsz menni? = Zal je gaan?

Vaak kan ook de tegenwoordige tijd gebruikt worden voor iets in de toekomst, net als in het Nederlands: Horgászni megyek.=Vissen ga ik.

## Onbepaalde wijs en infinitiefvervoeging

### Infinitief
Het onbepaalde wijs (infinitief) wordt gevormd uit de werkwoordstam + ni. De werkwoorden staan in het Hongaarse woordenboek niet als het hele werkwoord (infinitief; bijv. gaan, komen, werken), maar in de hij/zij-vorm (3de persoon enkelvoud bijv. jön=hij komt, megy=zij gaat, dolgozik=hij werkt). Deze vorm is gewoonlijk de stam van het werkwoord, maar is bij -ik-werkwoorden verlengd: werkwoordstam + ik. Sommige werkwoorden hebben meer dan een stam.

### Infinitief-vervoeging
Ook de infinitief kan worden vervoegd met persoonsuitgangen. Hulpwoorden daarbij zijn kell = moeten, szabad = mogen, tilos = verboden zijn, lehet = kunnen, kan worden. De vervoegde vormen worden samengesteld uit werkwoordstam + bezitsuitgang (volgens klinkerharmonie).
| Wijs:                  | Infinitiefvervoeging | Infinitiefvervoeging | Voorbeelden infinitiefvervoeging | Voorbeelden infinitiefvervoeging |
| Stam werkwoord met:    | Voorklinkers         | Achterklinkers       | Voorklinkers                     | Achterklinkers                   |
| Infinitief + hulpwoord | -ni                  | -ni                  | olvasni kell moeten lezen        | nézni szabad mogen kijken        |
| Persoon ↓ (datief)     |                      |                      | kell                             | szabad                           |
| mij (nekem)            | -nom                 | -nem                 | olvasnom kell                    | néznem szabad                    |
| jou (neked)            | -nod                 | -ned                 | olvasnod kell                    | nézned szabad                    |
| hem, haar (neki)       | -nia                 | -nie                 | olvasnia kell                    | néznie szabad                    |
| ons (nekünk)           | -nunk                | -nünk                | olvasnunk kell                   | néznünk szabad                   |
| jullie (nektek)        | -notok               | -netek               | olvasnotok kell                  | néznetek szabad                  |
| hun (nekik)            | -niuk                | -niük                | olvasniuk kell                   | nézniük szabad                   |

## Bijzondere werkwoorden

### Zijn, worden
| lenni zijn, worden, zullen zijn | aantonende wijs    | aantonende wijs    | aantonende wijs | aantonende wijs | voorwaardelijke wijs | voorwaardelijke wijs | aansporende wijs |
| lenni zijn, worden, zullen zijn | tegenwoordige tijd | tegenwoordige tijd | verleden tijd   | verleden tijd   | voorwaardelijke wijs | voorwaardelijke wijs | aansporende wijs |
| stam + teken: →                 | van                | lesz               | volt            | lett            | volna                | lenne                | legy(él), légy   |
| persoon:↓                       | is                 | wordt, zal zijn    | was             | werd            | zou zijn             | zou zijn             | wees!            |
| 1. ev. (én)                     | vagyok             | leszek             | voltam          | lettem          | volnék               | lennék               | legyek           |
| 2. ev. (te)                     | vagy               | leszel             | voltál          | lettél          | volnál               | lennél               | legy(él)         |
| 3. ev. (ő)                      | van                | lesz               | volt            | lett            | volna                | lenne                | legyen           |
| 1. mv. (mi)                     | vagyunk            | leszünk            | voltunk         | lettünk         | volnánk              | lennénk              | legyünk          |
| 2. mv. (ti)                     | vagytok            | lesztek            | voltatok        | lettetek        | volnátok             | lennétek             | legyetek         |
| 3. mv. (ők)                     | vannak             | lesznek            | voltak          | lettek          | volnának             | lennének             | legyenek         |

De stam van het werkwoord van = is hoort bij het infinitief lenni = zijn. Dit werkwoord heeft twee wijzen van gebruik:
1. zijn in de betekenis van zich (op een plaats) bevinden. Dan is de vervoeging in overeenstemming met het gewone gebruik van werkwoorden.
Voorbeeld: Otthon van = Hij/Zij/Het is thuis.
2. zijn als koppelwerkwoord. In de 3de persoon wordt is weggelaten in het Hongaars.
Voorbeelden: Ő tanár van = Hij/Zij is leraar, Rosz az idő = Het weer is slecht.

Het werkwoord "lenni" = zijn heeft ook nog de betekenis zullen zijn, worden, waarbij nog een tweede stam hoort: lesz = zal zijn, worden (een soort toekomende tijd). Er wordt dan een andere vervoeging gebruikt. Het is ook in de derde persoon tegenwoordige tijd aanwezig. Gewoonlijk wordt het persoonlijk voornaamwoord weggelaten.
Voorbeeld: (ő) tanár lesz = hij/zij wordt leraar of hij/zij zal leraar zijn.
Er is een expliciete vorm van het werkwoord "lenni" in het geval van plaatsaanduidingen en in een aantal andere gevallen:
ő itt van = hij/zij/het is hier, ők itt vannak = zij zijn hier, nyolc fok van = het is acht graden, öt óra van = het is vijf uur.
Bij het werkwoord zijn bestaat er een ontkennende vorm in de derde persoon met de betekenis (er) niet zijn:
nincs = hij/zij/het is (er) niet en nincsenek = zij zijn (er) niet.
In alle andere personen gebruikt men een vorm van lenni, bijvoorbeeld: (én) nem itt vagyok = hier ik ben niet.

### Hebben
Voor het werkwoord hebben is er in het Hongaars geen apart equivalent. De constructie die in dit geval gebruikt wordt bestaat uit een meewerkend voorwerp (3de naamval, datief) en een bezit met bezitsuitgang. Het komt ongeveer overeen met Aan/voor [de bezitter] is [zijn bezit]. Dit betekent dan: [De bezitter] heeft (een) [bezit]. Het geheel wordt meestal korter en eenvoudiger gezegd door weglating van het meewerkend voorwerp. Voorbeelden:
| hebben                  | hebben | bezitting (enkelvoud!), met bezitsuitgang | Korter gezegd:                                          | Vertaling in het Nederlands:                                     |
| meew. voorw. 3denaamval | is     | bezitting (enkelvoud!), met bezitsuitgang | Korter gezegd:                                          | Vertaling in het Nederlands:                                     |
|                         |        |                                           |                                                         |                                                                  |
| Nekem Aan/voor mij      | van is | kertem. mijn tuin.                        | Kertem van.                                             | Een tuin heb ik. Ik heb een tuin.                                |
| Neked                   | van'   | sok labdád                                | Sok labdád van. (In het Hongaars in het enkelvoud!)     | Jij hebt veel ballen. (In het Nederlands in het meervoud!)       |
| Neki                    | van    | fehér autója                              | Fehér autoja van.                                       | Een witte auto heeft hij. Hij heeft een witte auto.              |
| Nekünk                  | van    | kis lakásunk                              | Kis lakásunk van.                                       | Wij hebben een kleine woning.                                    |
| Nektek                  | van    | két bőrondötök.                           | Két bőrondötök van. (In het Hongaars in het enkelvoud!) | Jullie hebben twee koffers. (In het Nederlands in het meervoud!) |
| Nekik                   | van    | nagy házuk.                               | Nagy házuk van.                                         | Een groot huis hebben zij. Zij hebben een groot huis.            |
|                         |        |                                           |                                                         |                                                                  |
| Vilmosnak               | van    | biciklije.                                | Vilmosnak biciklije van.                                | Willem heeft een fiets.                                          |
| Vilmosnak               | volt   | biciklije.                                | Vilmosnak biciklije volt.                               | Willem had een fiets.                                            |
| Vilmosnak               | lesz   | biciklije.                                | Vilmosnak biciklije lesz.                               | Willem zal een fiets hebben. Willem krijgt een fiets.            |

Er is ook nog een werkwoord birtokol = bezitten, hebben, dat slechts weinig gebruikt wordt.

### Enkele onregelmatige werkwoorden
Er zijn enkele veel gebruikte onregelmatige werkwoorden, zoals in onderstaande tabel. Vaak zijn deze werkwoorden in andere tijden en wijzen ook onregelmatig.
|               |            |             |               |                    | -ik werkwoorden |              |               |                |
| infinitief: → | menni gaan | jönni komen | hinni geloven | tenni doen, zetten | enni eten       | inni drinken | aludni slapen | feküdni liggen |
| stam: →       | megy       | jön         | hisz          | tesz               | eszik           | iszik        | alszik        | fekszik        |
|               |            |             |               |                    |                 |              |               |                |
| persoon:↓     |            |             |               |                    |                 |              |               |                |
| ik (én)       | megyek     | jövök       | hiszek        | teszek             | eszem           | iszom        | alszom        | fekszem        |
| jij (te)      | mész       | jösz        | hiszel        | teszel             | eszel           | iszol        | alszol        | fekszel        |
| hij,zij (ő)   | megy       | jön         | hisz          | tesz               | eszik           | iszik        | alszik        | feszik         |
| wij (mi)      | megyünk    | jövünk      | hiszünk       | teszünk            | eszünk          | iszunk       | alszunk       | fekszünk       |
| jullie (ti)   | mentek     | jötök       | hisztek       | tesztek            | esztek          | isztok       | aludtok       | feküdtek       |
| zij (ők)      | mennek     | jönnek      | hisznek       | tesznek            | esznek          | isznak       | alszanak      | fekszenek      |

## Werkwoordvoorvoegsels
De stam van het werkwoord kan worden verlengd met een voorvoegsel (maar ook met een of meer achtervoegsels) om de betekenis van het werkwoord te veranderen. Werkwoordvoorvoegsels (verbaalprefixen) kunnen de betekenis van werkwoorden (net zo als in het Nederlands) enigszins veranderen.
De wijziging in betekenis is enigszins voorspelbaar, maar niet met alle voorvoegsel gaat dat op. Het voorvoegsel meg- geeft vaak een voltooidheid van de handeling aan, maar dat kan ook met andere voorvoegsels. Voorbeelden: Megcsináltam.=Ik heb het gemaakt. / Ik maakte het., Elolvastam.=Ik heb het uitgelezen. / Ik las het uit.
| voorbeelden van voorvoegsels |                  |       |                   |
| be-                          | in-, naar binnen | ki-   | uit-, naar buiten |
| el-                          | weg-             | haza- | thuis-, naar huis |
| ide-                         | hierheen         | oda-  | daarheen          |
| fel-                         | naar boven       | le-   | naar beneden      |
| össze                        | samen-           | szét  | uit elkaar        |

## Achtervoegsels
Het achtervoegsel -gat/-get (geeft herhalingen aan), het achtervoegsel -hat/-het ('kunnen', 'mogelijk zijn') en het achtervoegsel -at/-tat/-et/-tet ('laten') kunnen (al of niet gecombineerd) gebruikt worden.
1. Met het achtervoegsel -gat/-get. Voorbeeld: beszél=spreken, beszélget=praten, babbelen, beszélgethet=kunnen praten
2. Met het achtervoegsel -hat/-het wordt een mogelijkheid aangegeven. Voorbeeld: csinál = maken, csinálhat= kunnen maken, csináltat laten maken.
3. Met het achtervoegsel -at/-tat/-et/-tet wordt het werkwoord causatief, wat aangeeft dat het onderwerp van de zin de handeling door een ander laat verrichten en dus niet zelf verricht. In het Nederlands wordt het hulpwerkwoord laten daarvoor gebruikt. Voorbeeld: csinál=maken, csináltat valakivel=laten maken door iemand, csináltathat=kunnen laten maken.

## Deelwoorden
Het Hongaars kent een tegenwoordig of onvoltooid deelwoord en een verleden of voltooid deelwoord. Deze kunnen bijvoeglijk en zelfstandig gebruikt worden, maar ook als bijwoord.
Het voltooid deelwoord heeft dezelfde vorm als de onbepaalde verleden tijd, 3de persoon enkelvoud. Dit kan bijvoeglijk worden gebruikt voor een zelfstandig naamwoord. Er zijn enkele onvoorspelbare uitzonderingen, zoals ír = schrijven, írt = hij schreef, hij heeft geschreven, írott = geschreven (bv. in: Az írott könv = het geschreven boek). Een ander voorbeeld is tör = breken, tört = hij brak, törött = gebroken.